# MK文化

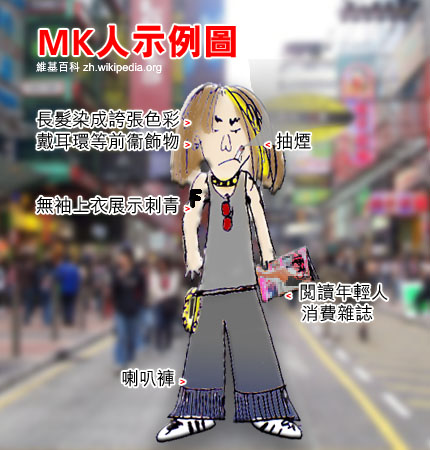
MK人示例圖

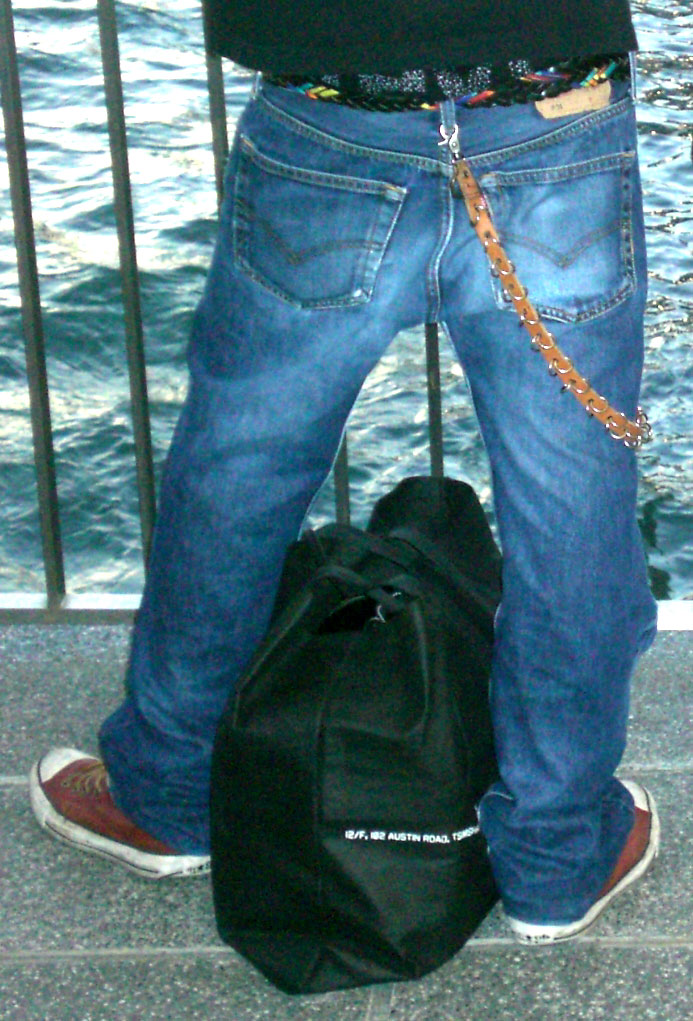
MK牛仔褲

MK文化，即旺角（Mong Kok）文化，為香港地道用語，泛用於2000至2010年代，以指明其獨特的社區文化。由於旺角是香港售賣潮流物品的集中地，亦有很多針對年青人的娛樂場所，包括卡拉OK、格仔店和戲院等等，該處逐漸成為很多追求潮流的年青人流連及約會的勝地。其中瓊華中心和潮流特區被認為是MK文化的發源地。
MK人則是指向在旺角地區出沒的部份年青人，但是不一定指向居住於旺角的青少年。一般而言，男性被俗稱為「MK仔」，女性被俗稱為「MK妹」。
2007年起，又出現了一個新的詞彙──潮童，指向一些特別崇尚名牌或者喜歡穿著特殊服飾的MK人，在2010年這個詞會發生了翻天覆地的變化，現在MK的服飾和性格也有所不同！
MK文化有較強的香港文化特徵。。

## 普遍形象

### 外表特徵
- 紋身
- 喜愛穿著全身古怪另類衣服，仿照香港電影古惑仔的造型
- 受當時潮流所影響盲目地追隨
- 髮型或髮色誇張
- 現在的MK喜歡黑色上衣和黑色褲，他們追求問品牌Gucci等等的名貴牌子，但是大部份都是假貨。

### 性格
- 脾氣暴躁
- 不懂得尊重他人
- 黨同伐異
- 漠視圈子以外的人的關心，也漠視圈子以外的人
- 我行我素

### 言行
- 能操流利MK語言
- 喜歡抽煙，或隨地吐痰
- 為了彰顯個性，刻意在言語間加插無意義的粗口
- 一般教育水平不高，卻有意無意在打字的時侯常充斥大量錯別字
- 喜歡創造一些地方的簡稱：如花園街稱作「花街」、港鐵旺角站恒生銀行稱作「旺地恒」、潮流特區稱作「潮特」、旺角中心稱作「旺中、M中」﹑西九龍中心稱作｢西九｣ （當中部份亦慢慢流行，成為一般港人的慣用語）
- 喜歡創造一些一般人不懂的詞語，即潮語，意指潮流人的用語，當中亦包括火星文
- 討論話題主要為香港的商業化歌曲、衣著、低俗笑話
- 喜歡嘲笑弱勢社群或其他社會人士
- 走路的方式囂張：如雙手插袋，但同時昂首挺胸
- 不停耍酷（chok），企圖吸引他人注意，得到注意後卻又冷漠對方

### 其他特徵
- 常以群體居集，眼神兇狠及瞪人，卻害怕被他人直視。
- 由於學歷不高亦無大志又怕艱辛，因此大多選擇在快餐店或便利店工作（亦有不少人士在上述地點工作以求獲得工作經驗、亦有大學生及大專生以求賺取學費等等，唯MK男女則選擇安於現狀。）
- 對學術及知識內容反感
- 社交能力低，且圈子狹窄
- 喜歡在朋輩間比拼男、女朋友的多寡，或炫耀自己的性經驗
- 駕駛MK車，例如將車輛裝飾成頭文字D裡的車輛款式[來源請求]
- msn狀態或者交談使用火星文

### MK人心理分析
MK人們充滿著青少年反叛心理的色彩，由於他們內心相當脆弱和不時感到空虛寂寞，因此經常渴望得到別人重視和戀愛。他們會常常籍著化妝、誇張髮色、激烈的言行舉止等意圖吸引人們，然而當得到別人重視後卻又害怕被人陷害或看不起，因此常常擺出高傲的姿態期望籍此得到別人的尊重。當中也有不少同輩的確因為他們的裝扮而垂青，但卻經常因他們的「高傲」和受不了他們的冷漠而疏遠。然而，在他們身邊也有不少同類型的人聚集在一起，因此能夠從同類型的人當中獲得安慰甚至玩得瘋狂，當中更不乏MK男女之間產生戀情，但也因大家的性格互相排斥而常常發生爭執，因此在他們內心深處是充滿著矛盾。

## MK車

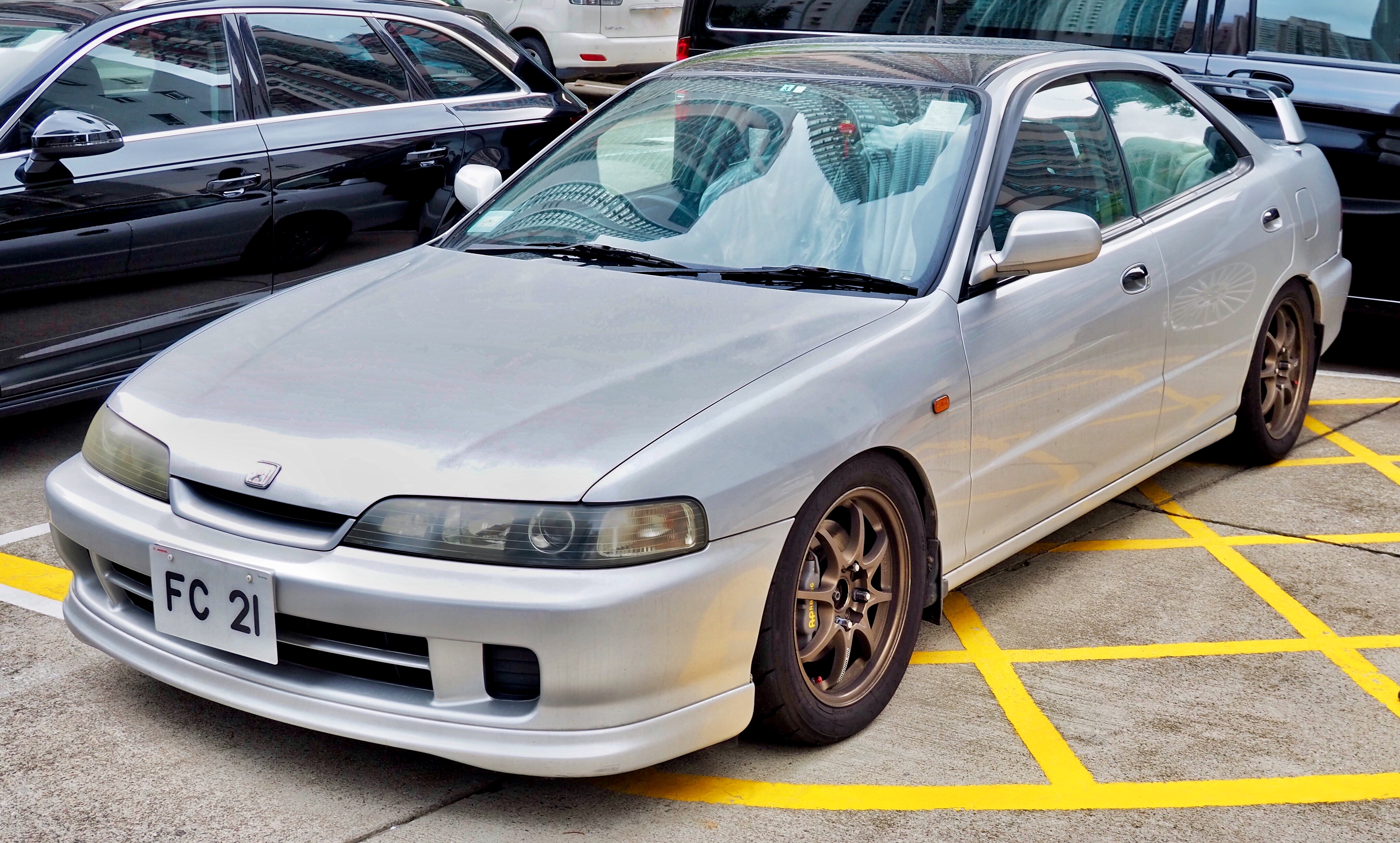
典型MK車之本田Integra

以形容一些有MK特質的人擁有或駕駛的車，以本田思域、Integra、本田雅阁〈CF4、CL7 & CL9〉、Corolla AE100/110及Mark X、三菱Lancer MX、富士Impreza為較常見的型號；最近，有各種跡象顯示，日產Primera（P11）、凌志IS200、福士Golf及Scirocco車系亦成為新一代流行的MK車。
年長及有家室的MK則會選擇入門級平價歐洲車，如選擇 BMW 1 (118i) 系, 3系 (全線E90 E92 E93及奧迪A3，甚至平治CLA。因為這幾款品牌擁有MK喜愛的特質, 價格及維修費用比正宗的歐洲車便宜很多，正如英國汽車節目Top Gear主持傑瑞米·克拉克森所說：
|  | You've said some pretty outrageous things. 'All BMW's are driven by people who are psychologically unfit to drive anything more powerful than an electric razor,'" Kroft quoted. "Yeah. That certainly was the case. I would change that to Audis now. But it was the case with BMW. You need to look at, 'Why did that person buy a BMW? What was it about the BMW?' There's something about the image of the car that appeals to them. They are, what my son calls, 'Winners!' They love to win! 'I wanna win!' And there's no sense, 'Well, it was good game. I wanna win! And I'm a winner! And I'm gonna be cross if I've lost.' There's always that BMW, thing. |

MK車大部份有改裝過，而且一起步就會發出巨大嘈音或行駛中播放著音量很高的音樂。MK車駕駛者的駕駛態度一般也很差及思想不成熟，與前方的車輛不會保持足夠的安全距離，更會近距離地貼近前方的車尾，即使價錢和性能比自己座駕高的車輛亦同。他們一般亦缺乏道路常識，例如與前車碰撞後怪責前車減速，而非自己沒有保持足夠的安全距離。